# Мумбайський тролейбус
Мумбайський тролейбус — тролейбусна система в місті Мумбай в Індії, що діяла з 1962 по 1973 роки.

## Історія
Наприкінці 1950-х — початку 1960-х років з ініціативи індійського уряду, прем'єр-міністра Джавахарлала Неру в рамках національної доктрини з розвитку систем міського транспорту було прийнято програму з будівництва міської тролейбусної лінії в Мумбаї.

## Рухомий склад
У 1959 році у керівництві Мумбая за допомогою публічного перевізника «BEST» («Бомбейське електричне транспортне підприємство») був оголошений конкурс на постачання тролейбусів для тролейбусної лінії, що відкривається в центрі міста. Заявки подали кілька компаній, серед яких були: Škoda (Чехословаччина), Vetra (Франція), Fiat (Італія), Toshiba (Японія). Конкурс виграла Чехословацька фірма Škoda, яка в першій половині 1962 ріка поставила в Мумбай (по суші в Гамбург, а звідти на кораблі в Індію) 12 тролейбусів Škoda 9Tr лівому виконанні, у червоно-жовтому забарвленні.

## Маршрути
У місті діяв єдиний маршрут № 401, що проходив у центрі міста між GOVALIA TANK та MAZGOON. Довжина маршруту — 3,8 км. Час шляху від одного кінця до іншого становило 15 хвилин, інтервал 3 хвилини.

## Подальша доля
Недбале ставлення до техніки та фактична відсутність належного контролю за інфраструктурою господарства в 1971 р. призвело до того, що 12 тролейбусів, що знаходилися на балансі компанії «BEST» часто ламалися, їм був потрібний ремонт і запчастини, рішення про закриття тролейбусного руху було фактично вирішено і 23 березня 1973 воно було повністю зупинено.